# Кубок Косова з футболу 2016—2017
Кубок Косова з футболу 2016–2017 — 9-й розіграш кубкового футбольного турніру в Косові після проголошення незалежності. Титул здобула Беса.

## Календар
| Раунд           | Дата                      | Матчі | Клуби   |
| --------------- | ------------------------- | ----- | ------- |
| Перший раунд    | 29 червня 2016            | 15    | 58 → 43 |
| Другий раунд    | 25-26 жовтня 2016         | 15    | 43 → 28 |
| Третій раунд    | 23 листопада 2016         | 8     | 28 → 20 |
| Четвертий раунд | 3 грудня 2016             | 4     | 20 → 16 |
| 1/8 фіналу      | 18-21 лютого 2017         | 8     | 16 → 8  |
| 1/4 фіналу      | 15-16 березня 2017        | 4     | 8 → 4   |
| 1/2 фіналу      | 29 березня/19 квітня 2017 | 4     | 4 → 2   |
| Фінал           | 31 травня 2017            | 1     | 2 → 1   |

## 1/8 фіналу
| Команда 1      | Рахунок         | Команда 2   |
| -------------- | --------------- | ----------- |
| 18 лютого 2017 |                 |             |
| Дреніца        | 3:0             | КЕК (2)     |
| Феріжай        | 1:0             | Гнілане     |
| Феронікелі     | 2:2 дч пен. 2:4 | Ллапі       |
| Айвалія        | 0:4             | Трепча'89   |
| 19 лютого 2017 |                 |             |
| Беса           | 3:1             | Дріта       |
| Веллажнімі (2) | 0:1             | Приштина    |
| Лірія          | 2:0             | Башкимі (3) |
| 21 лютого 2017 |                 |             |
| Фламуртарі (2) | 0:0 дч пен. 4:5 | Трепча      |

## 1/4 фіналу
| Команда 1       | Рахунок         | Команда 2 |
| --------------- | --------------- | --------- |
| 15 березня 2017 |                 |           |
| Дреніца         | 1:0             | Феріжай   |
| Беса            | 1:0             | Приштина  |
| Ллапі           | 4:3 дч          | Лірія     |
| 16 березня 2017 |                 |           |
| Трепча          | 2:2 дч пен. 4:3 | Трепча'89 |

## 1/2 фіналу
| Команда 1                 | Заг. | Команда 2 | 1-й матч | 2-й матч |
| ------------------------- | ---- | --------- | -------- | -------- |
| 29 березня/19 квітня 2017 |      |           |          |          |
| Трепча                    | 2:8  | Беса      | 2:2      | 0:6      |
| Дреніца                   | 1:4  | Ллапі     | 0:0      | 1:4      |

## Фінал
| 31 травня 2017 17:30 (EEST) |

| Ллапі               | 1:1 дч пен. 2:4 | Беса                |
| ------------------- | --------------- | ------------------- |
| Краснічі 49' (пен.) | Протокол        | Міфтарай 28' (пен.) |

| Різа Лушта, Косовська Мітровиця Глядачів: 6,000 Арбітр: Генц Нуза |

|                                                 |     | Пенальті                                               |  |
| Ф.Бербатовці · Ф.Краснічі · Б.Хисені · К.Шабані | 2:4 | П.Османі · Д.Міфтарай · Л.Еміні · Ф.Папуджі · Ф.Касапі |  |

| Ллапі | Беса |